# Пауль Бріль
Пауль Бріль (нід. Paul Bril; бл. 1554 — 7 жовтня, 1626, Рим) — фламандський художник-пейзажист і гравер зламу XVI–XVII ст. Перший керівник Гільдії святого Луки в Римі, що не був італійцем.

## Життєпис, рані роки
Точної дати народження художника не збережено. Залишається невдомим і місце його народження. Враховуючи, що батько мешкав у містах Бреда і в Антверпені, обидва міста позначають як міста його народження. Батько (Маттіс Бріль старший) і його старший брат (Маттіс Бріль молодший) були художниками. Батько помер рано, тому Пауль отримав первісні художні навички від брата та в майстерні антверпенського художника Дамьєна Вортельманса.

## Життя в Римі
Приблизно у 1575 році в Рим прибув його старший брат Маттіс. Він працював над створенням декоративних фресок в Апостольському палаці у Ватикані. Близько 1582 року до брата в Римі приєднався і Пауль Бріль. Маттіс Бріль помер 1583 року молодим і Пауль почав виживати в папській столиці самотужки. Рятували велика обдарованість і незвична для римлян стилістика: техніки (фреска, олійний живопис) були італійськими, пейзажі і їх інтерпретації — незвичними.

## Маньєристичні корені мистецтва Бріля

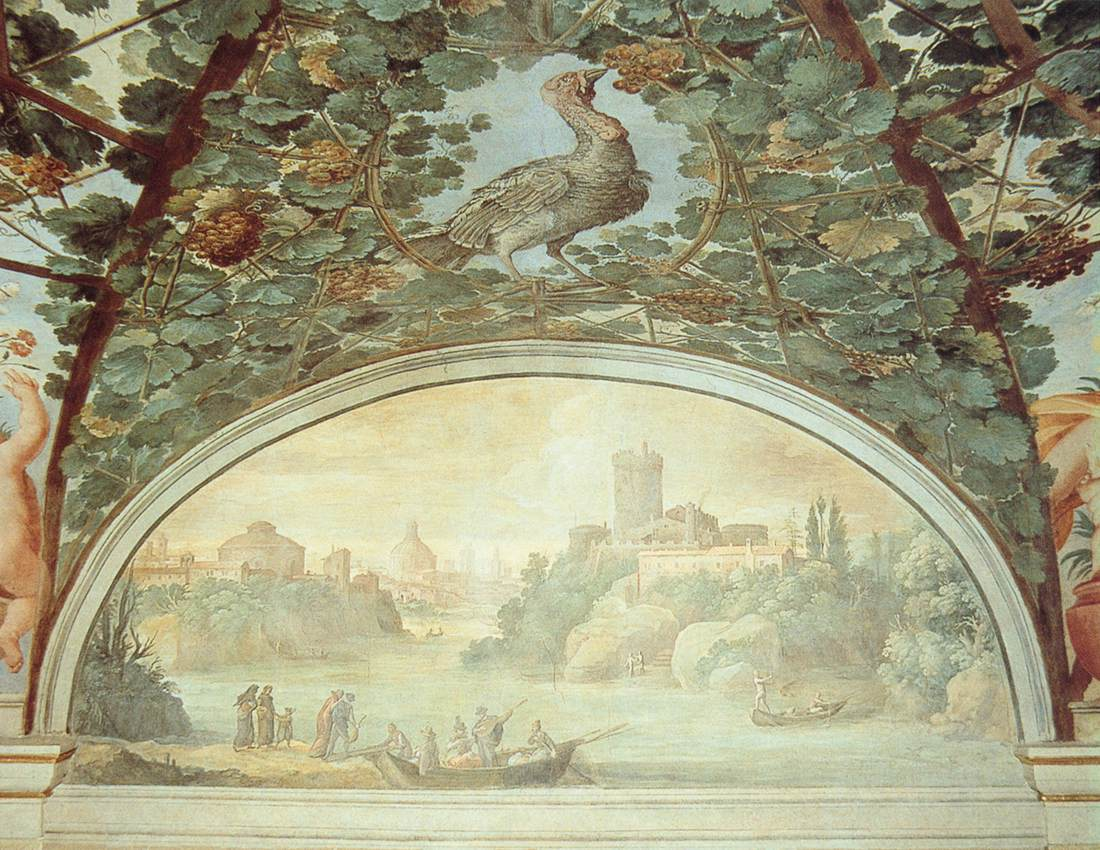
Пауль Бріль. Декоративні фрески з пейзажем в люнеті, фреска, до 1612 р. Палац Паллавічіні-Роспільозі, Рим.

Пауль Бріль пройшов непогану школу в Антверпені, що був одним із центрів Північного маньєризму. Твори раннього і середнього періодів творчості Бріля демонструють маньєристичні настанови розподілу перспективи в картині на три плани і навіть панування в пейзажах зеленуватих і блакитних відтінків. Італійські майстри довго не розробляли пейзажний жанр або вдавались до нього, розглядаючи як маловажливий додаток до портретів чи сюжетних композицій, де пейзаж не головував і бував нереалістичним. Так, пейзажі не створював той же Караваджо, молодший сучасник Пауля Бріля, що працював в Римі в ті ж роки, що і Бріль.
Навпаки, пейзажі ретельно розробляли митці північних країн, особливо представники німецьких князівств (Альбрехт Альтдорфер, дунайська школа і її митці, малюнки Альбрехта Дюрера) і окремих провінцій в Нідерландах (Йоахим Патінір, Пітер Брейгель старший, Лукас ван Фалькенборх). Для цих майстрів природа була ще одним творінням верховного християнського Бога, рівним чи більшим за людину. У італійців головувала людина у всій її неповторній індивідуальності. Таким чином, Пауль Бріль займав порожню лакуну в бароковому мистецтві Рима і практично не мав серйозних конкурентів, бо він працював незвично і так, як не працювали італійці. Пауль Бріль створював монументальні пейзажні композиції з поодиноким стафажем на стінах палаців, де італійці подали б натовп з фігурами і конями і двома тонкими деревцями.
Аби якось пов'язувати власні пейзажі з офіційною доктриною «Величної манери», Пауль Бріль подавав стафаж зі знаковими для італійців сценами зі священної історії або популярної міфології («Пейзаж з каяттям Св. Єроніма», «Пейзаж з Діаною та її німфами на полюванні», «Фантазійний пейзаж з викраденням Ганімеда орлом Зевса»). Цим же шляхом підуть і римський пейзажист Клод Лоррен і навіть Ніколя Пуссен, французи за походженням (пейзаж «Агар в пустелі і янгол в небі»). Але чим далі, тим більше пейзажі Бріля набували рис реалізму («Панорамний краєвид Браччіано», Художня галерея Південної Австралії).

## Покровителі і вельможні замовники
Фламандця, що натуралізувався в Римі, помітили і залучили до декоративних робіт у Ватикані. Згодом покровителями художника стануть папи римські Григорій ХІІІ, Сикст V. Твори митця в бурхливій атмосфері барокового Рима користуються попитом і серед його замовників опинились найвпливовіші римські і герцогські родини — Боргезе, Колонна, Барберіні, Маттеї, Федеріко Борромео з Мілана, кардинал Карло де Медічі, герцог Фердинандо Гонзага з Мантуї.

## Адміністративна кар'єра
Слухняний католик і художник Пауль Бріль став непоганим слугою папського престолу. 1621 року він отримав посаду керівника римської гільдії Св. Луки, і став першим, хто обійняв цю посаду як неіталієць за походженням. Серед його учнів були — 
- Бальтазар Ловерс

- Агостіно Тассі
- Пітер Спірінкс
- Корнеліс Врум
- Луїджі Карбоні
- Бальтазар Лаурі (Бальтазар Лауверс Balthasar Lauwers)
- Віллем ван Ньюланд молодший
- син Кіріак Бріль та інші.

Пауль Бріль помер в Римі в жовтні 1626 року.

## Вибрані твори
- «Автопортрет з лютнею»

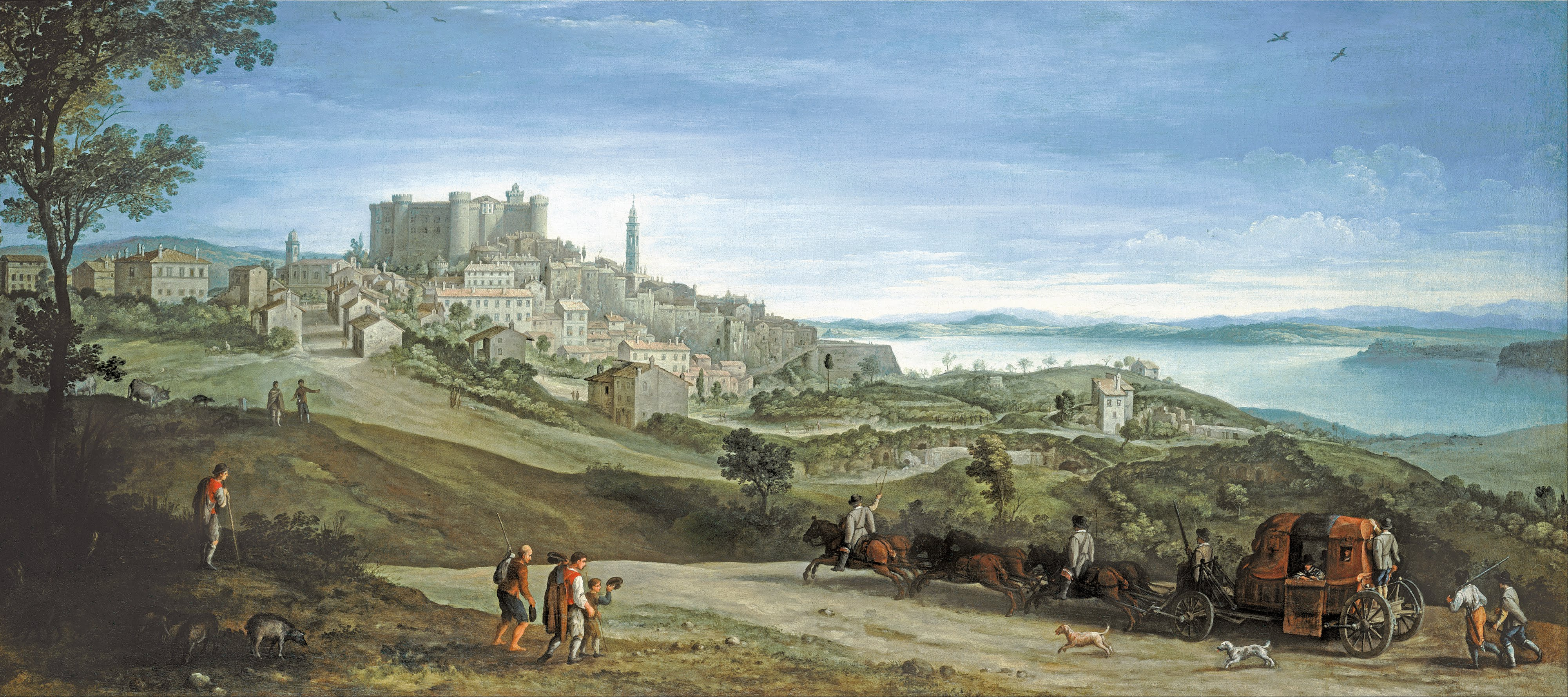
«Панорамний краєвид Браччіано», Художня галерея Південної Австралії, Аделаїда

- «Пейзаж з каяттям Св. Єроніма», Мауріцхейс, Гаага
- «Пейзаж з горами», Ермітаж, Санкт-Петербург
- «Морський порт», Ермітаж, Санкт-Петербург
- «Краэвид Кампаньї», Ермітаж, Санкт-Петербург
- «Пейзаж з храмом Сивілли»
- «Фантазійний пейзаж з викраденням Ганімеда орлом Зевса»
- «Пейзаж з полюванням на оленя», Лувр, Париж
- «Пейзаж з середньовічним замком на скелі Сінібальда»
- «Гірський пейзаж з мостом і мисливцями», Музей Вальрафа-Ріхарца, Кельн
- «Пейзаж з морським узбережжям», Музей Вальрафа-Ріхарца, Кельн
- «Фантазійний пейзаж з руїнами базиліки імператора Адріана»
- «Пейзаж з Діаною та її німфами на полюванні», Лувр, Париж
- «Пейзаж з двома пастухами», Антверпен
- «Панорамний краєвид Браччіано», Художня галерея Південної Австралії, Аделаїда
- «Пейзаж з монастирем у провінції», Парма

## Графіка Пауля Бріля

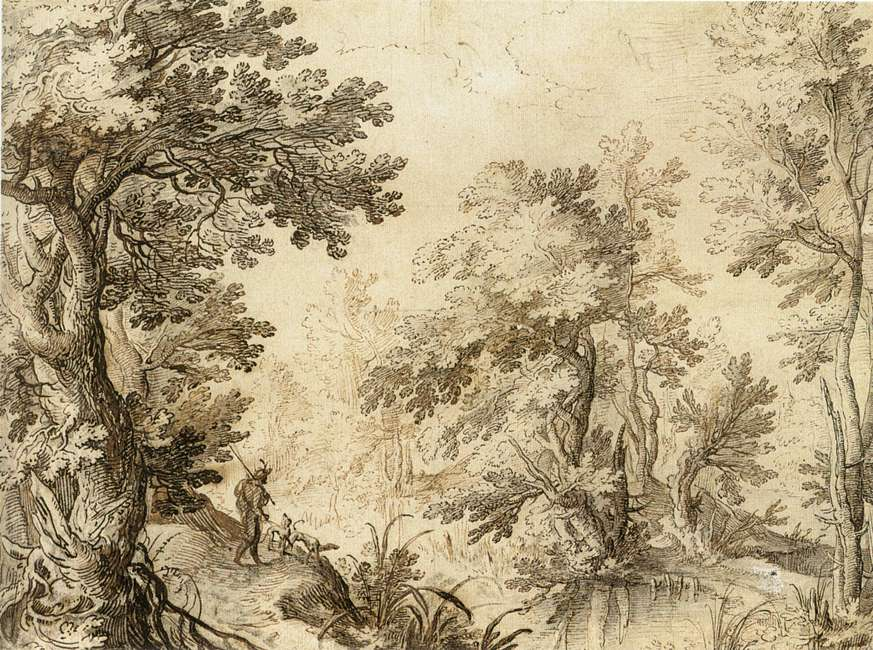
«Ставок в лісі», до 1600 р., Королівські музеї витончених мистецтв (Брюссель)
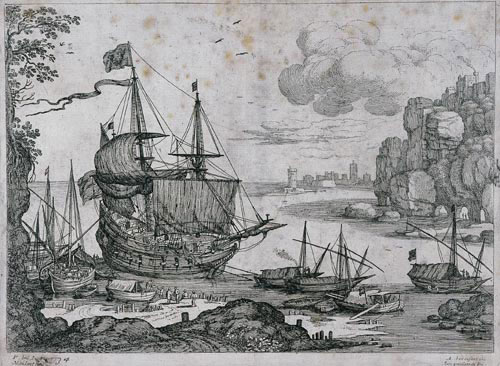
«Порт», гравюра за малюнком Пауля Бріля Віллема ван Ньюланда, бл. 1610 р.
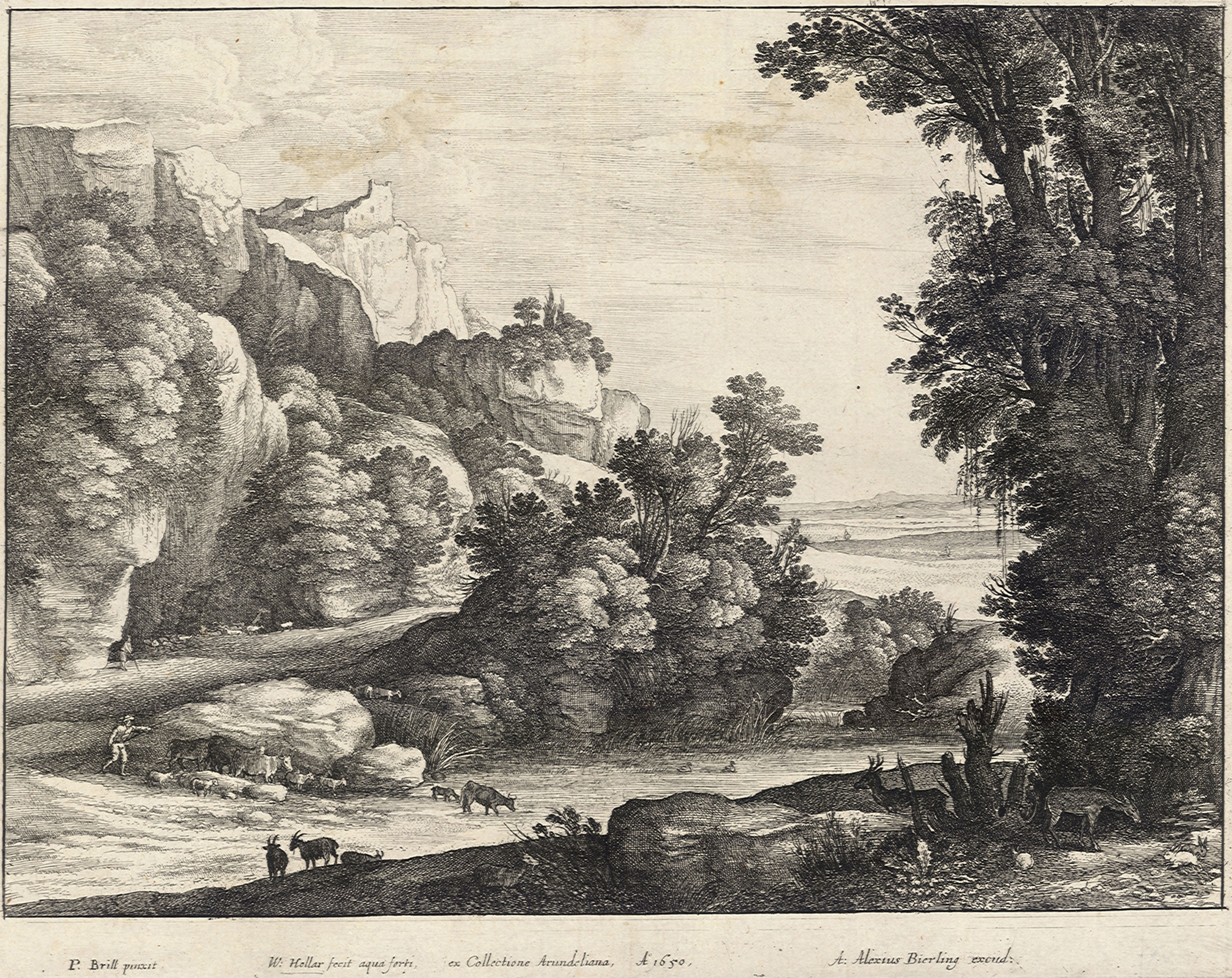
«На водопої», гравюра за малюнком Пауля Бріля

## Галерея

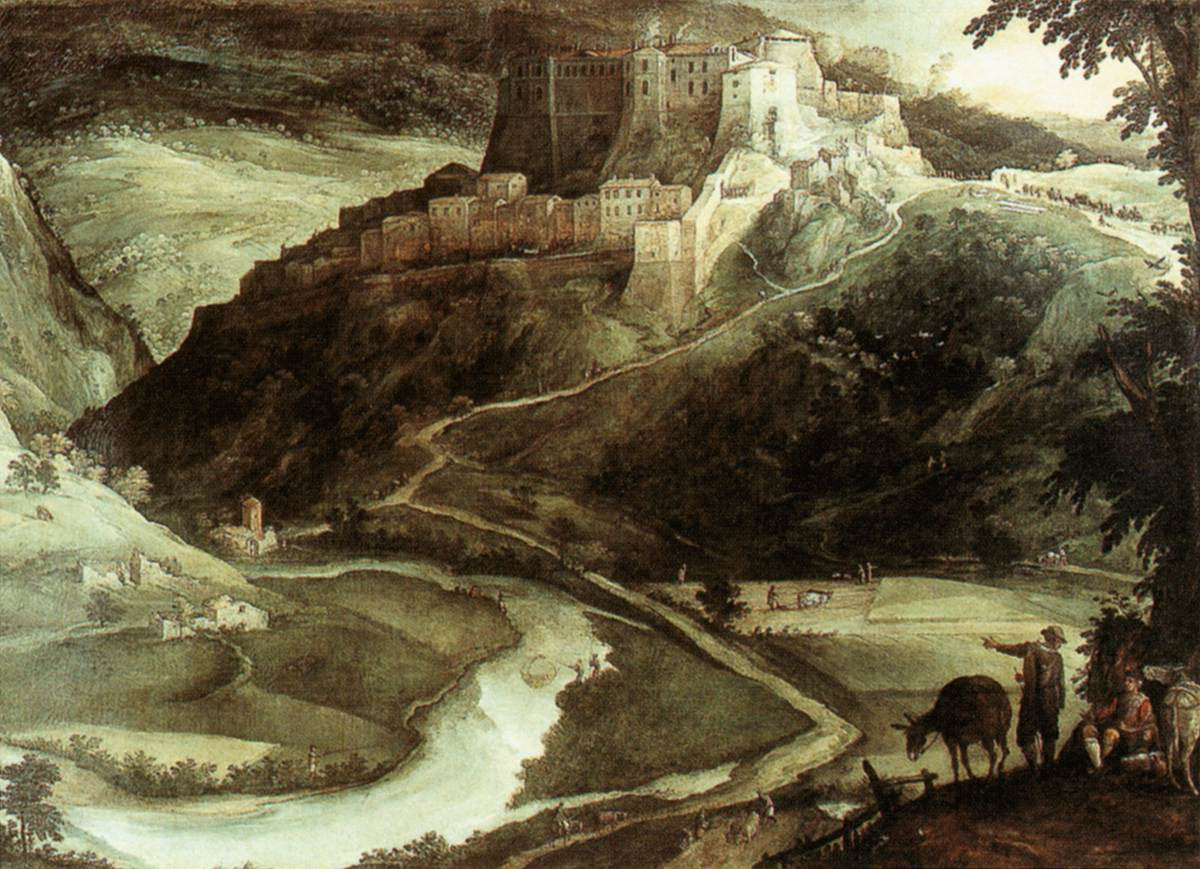
Пауль Бріль. «Середньовічний замок на скелі Сінібальда», 1601 р., Національна галерея старовинного мистецтва (Рим)

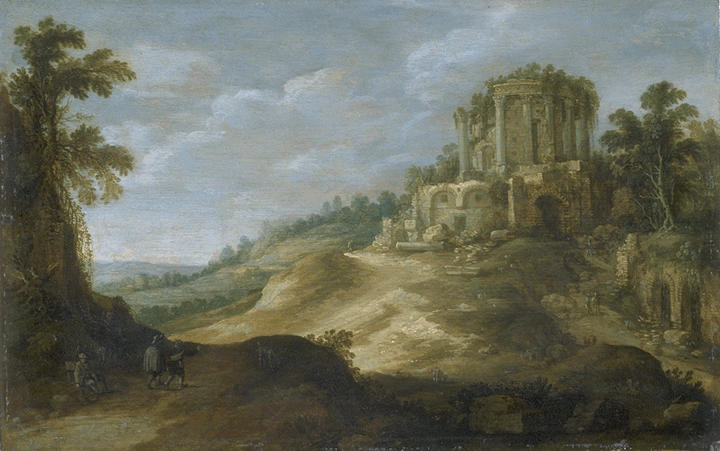
«Пейзаж з поруйнованим храмом Сивілли у Тіволі», бл. 1600 р., Бордо

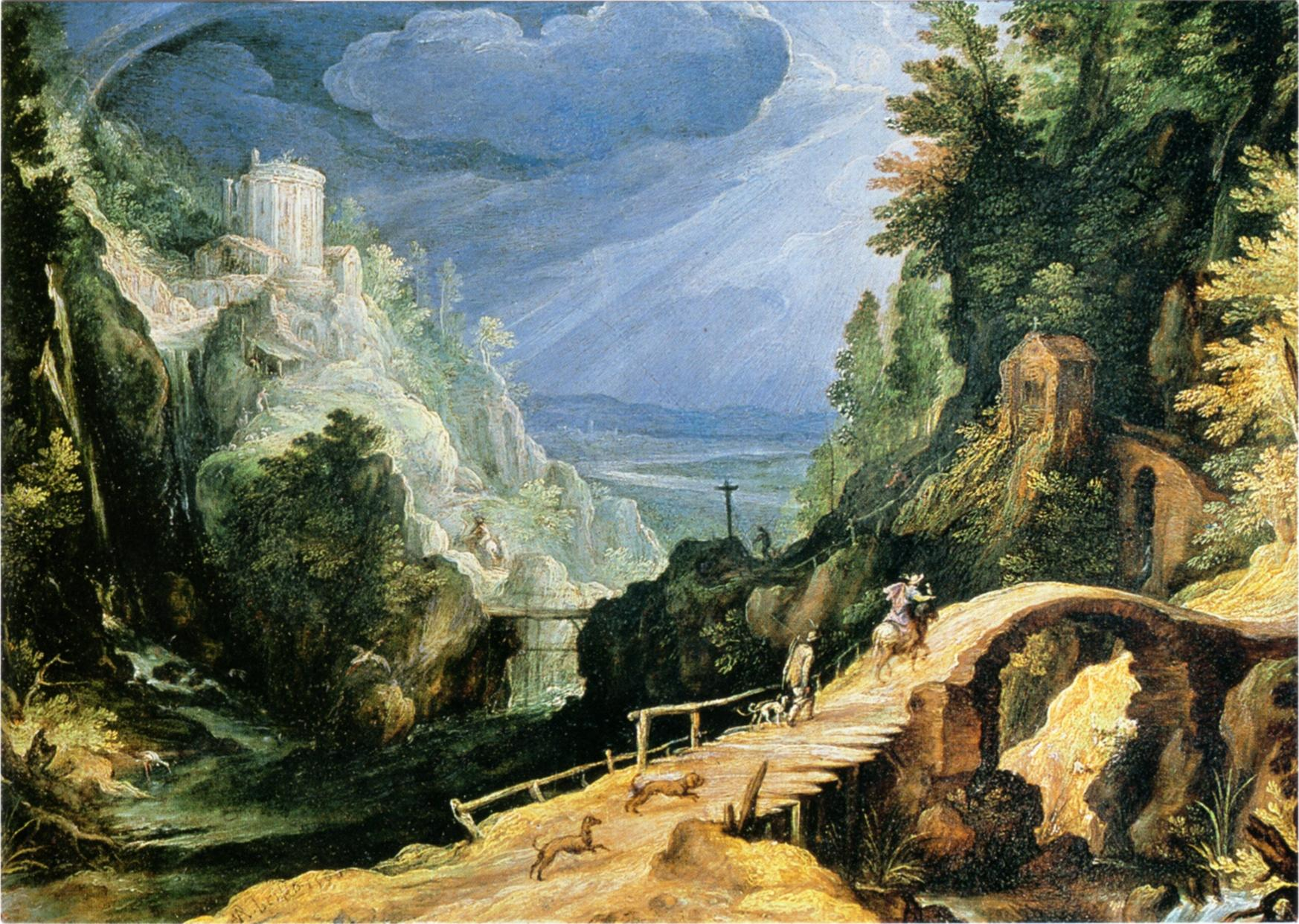
«Пейзаж з мисливцями»
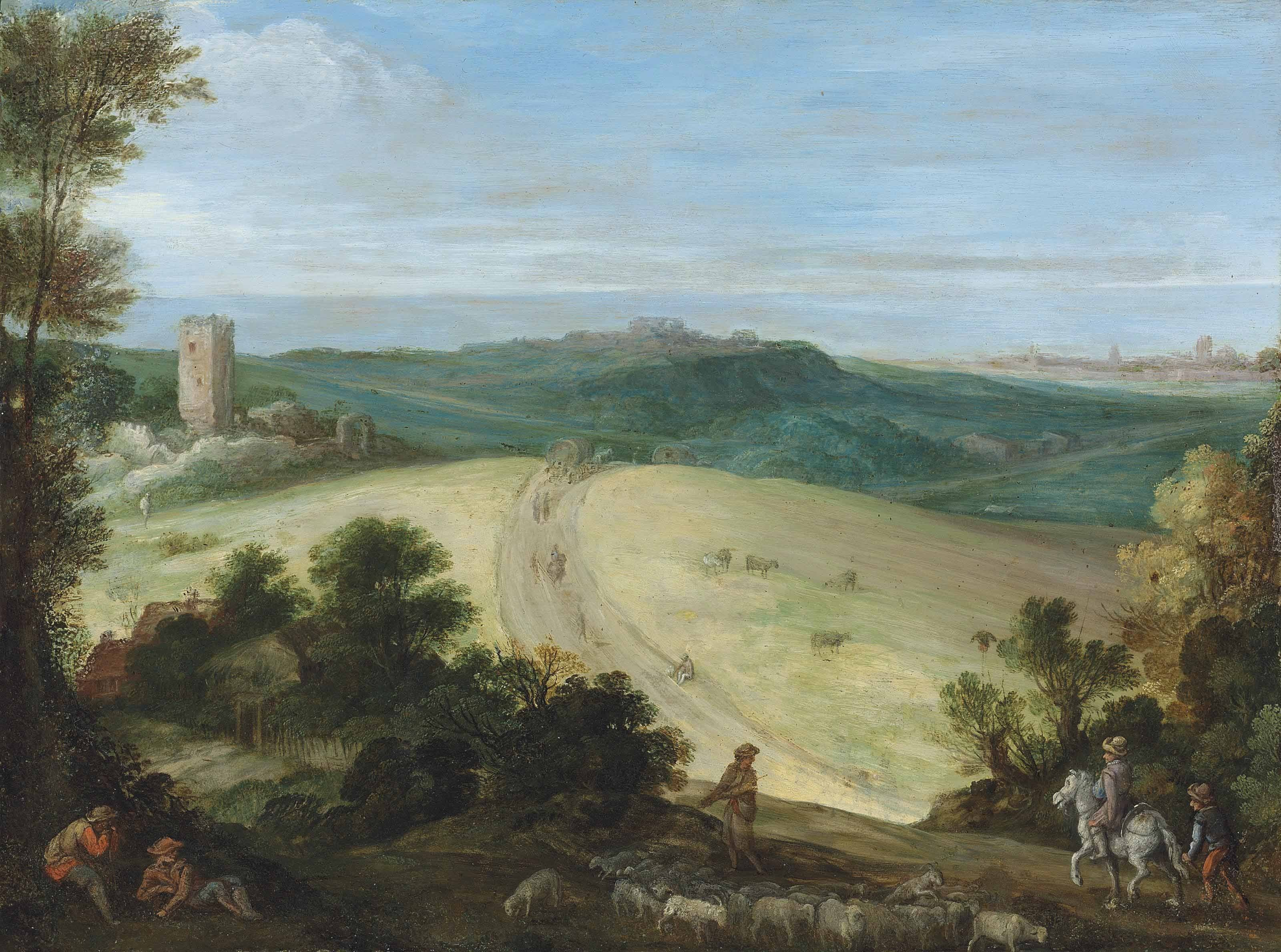
«Пейзаж з пастухами і подорожніми», 1580
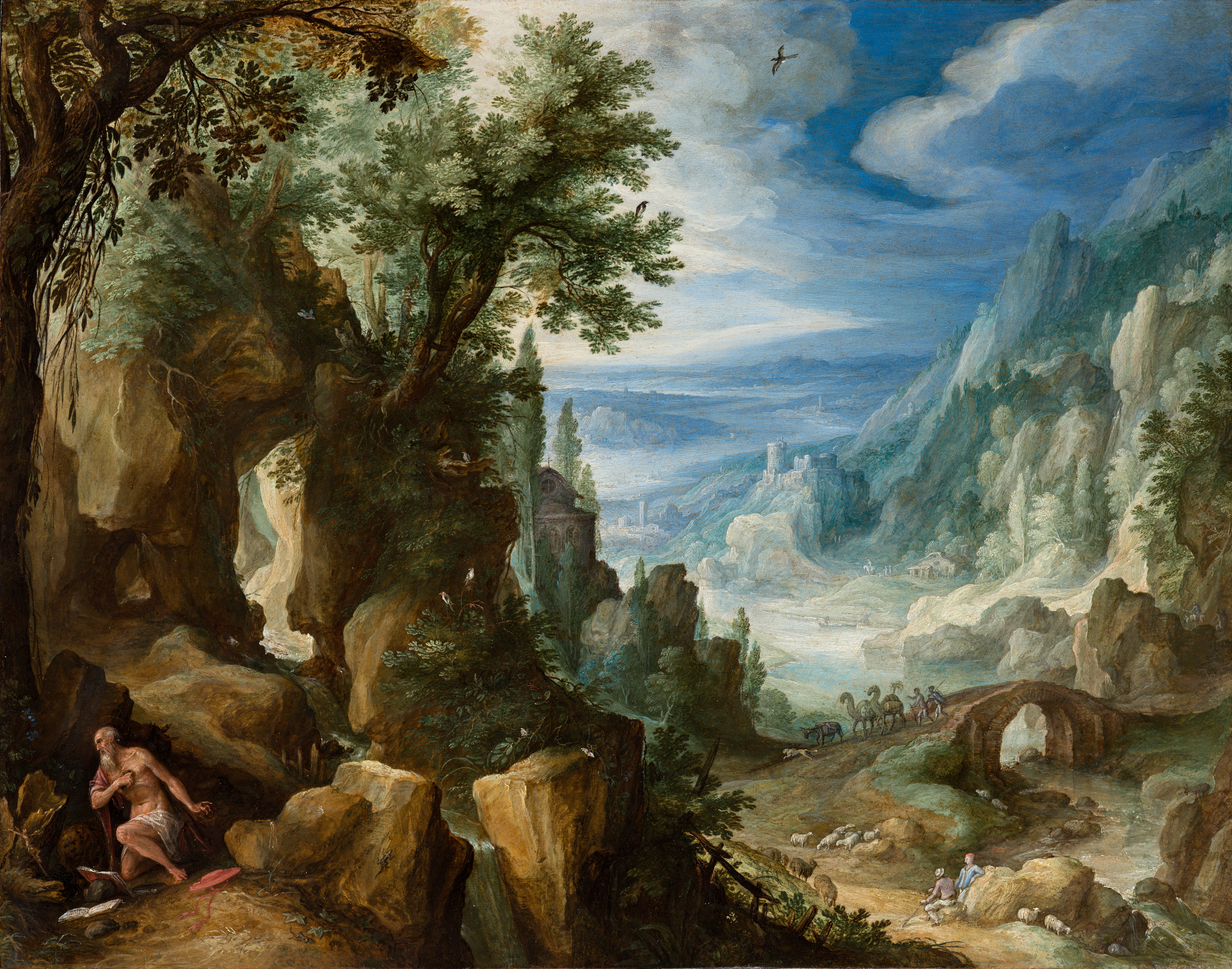
«Пейзаж з каяттям Св.Єроніма», 1592, Мауріцхейс, Гаага
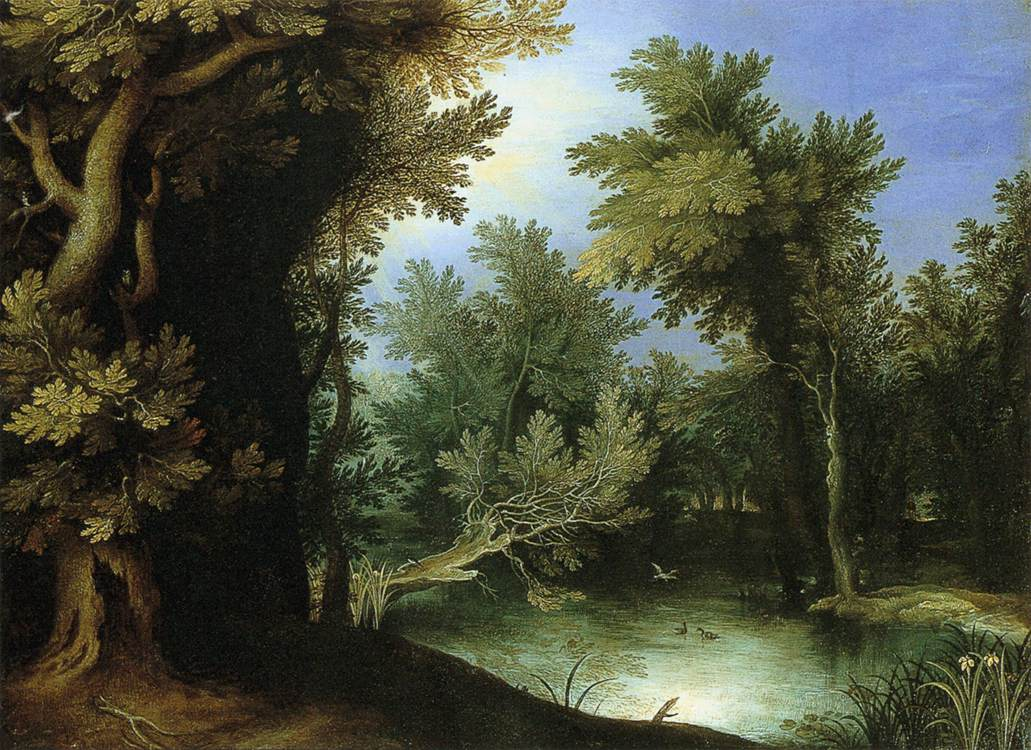
«Пейзаж з болотом», 1592, Пінакотека Амброзіана
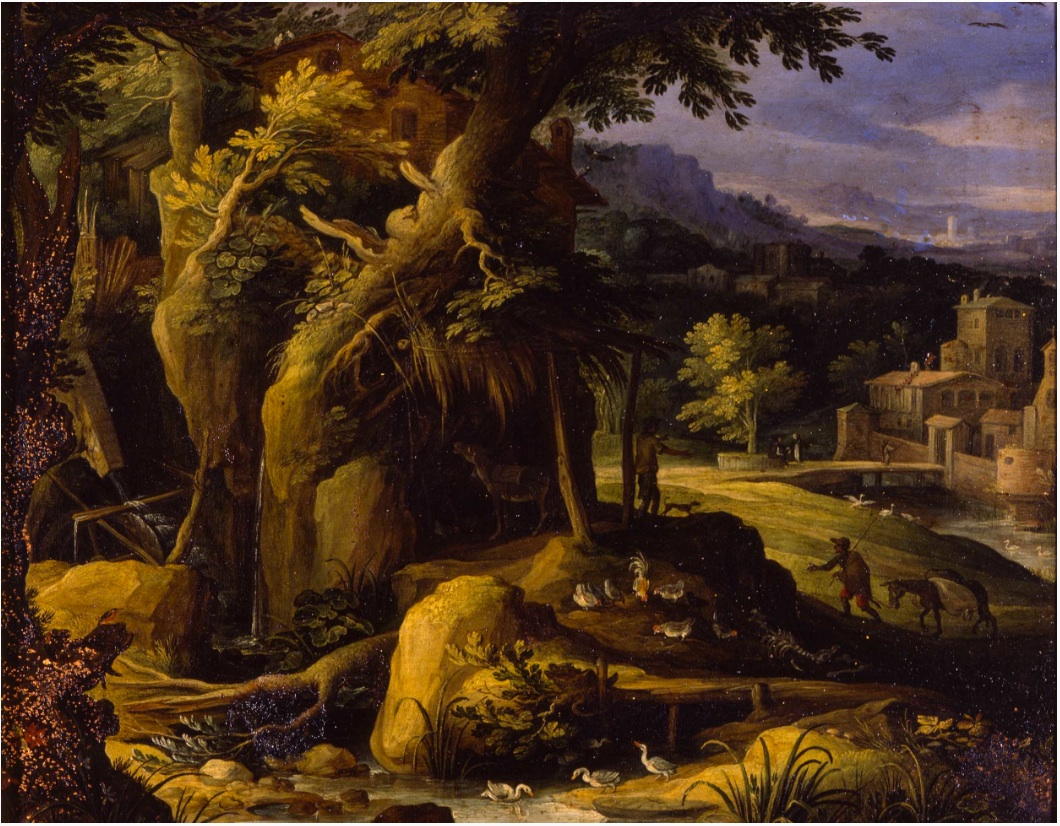
«Пейзаж з монастирем в провінції», 1598, Парма
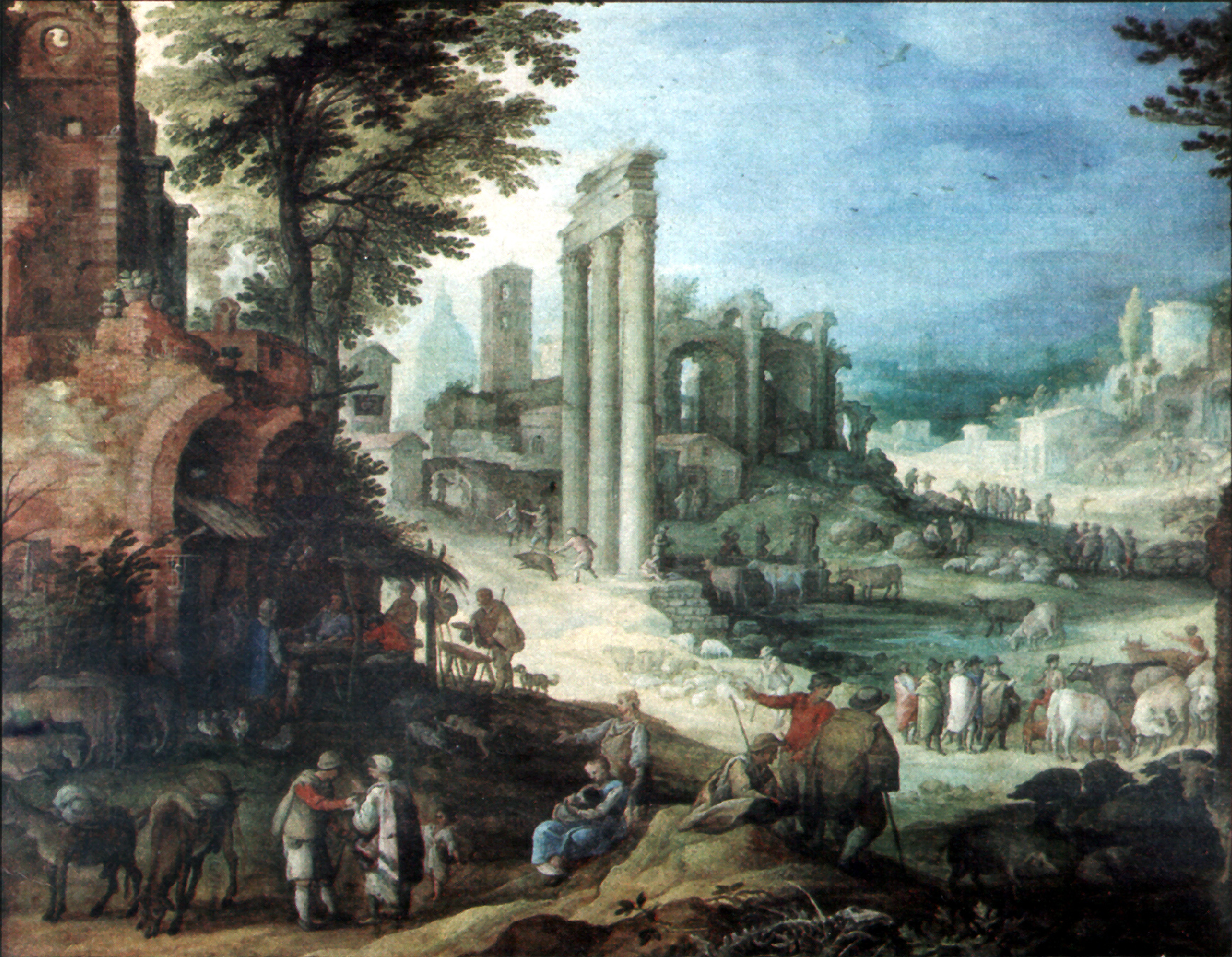
«Пейзаж з руїнами базиліки імператора Адріана» , 1660,
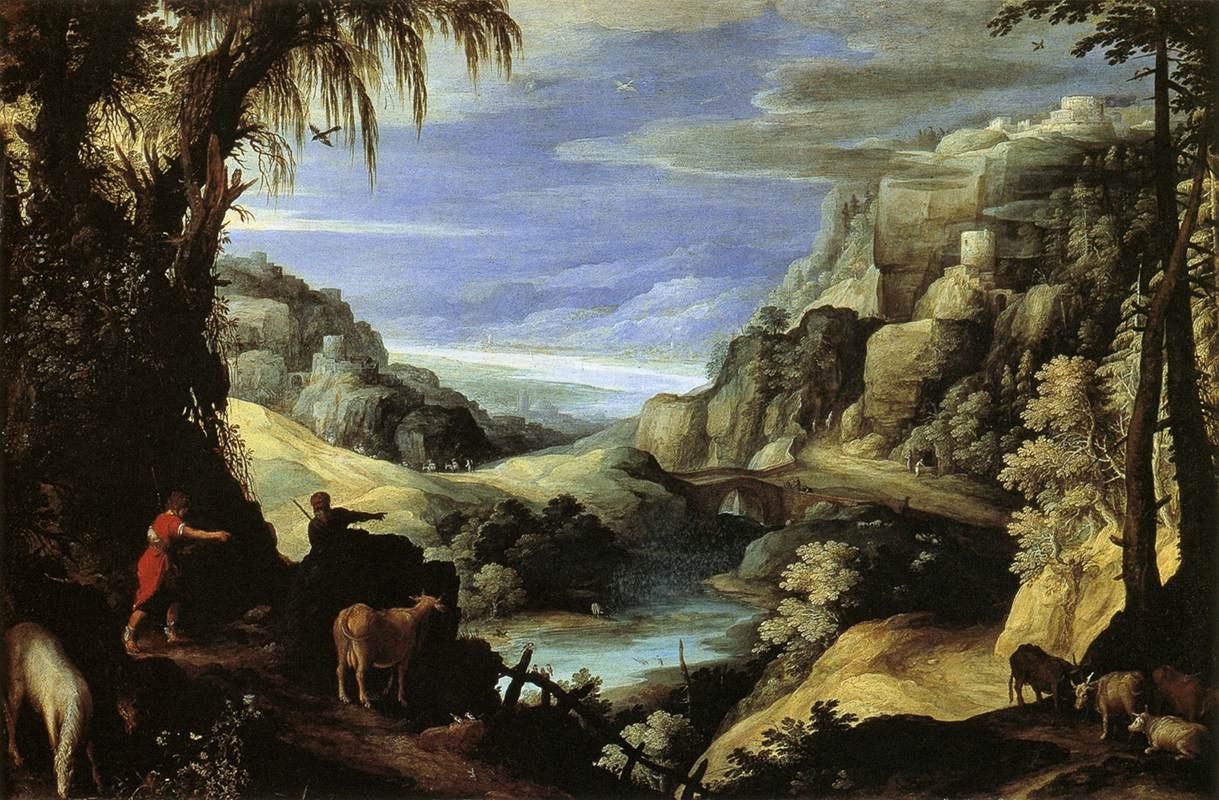
«Фантазійний пейзаж з Меркурієм і Аргусом», 1606, Галерея Сабауда, Турин.
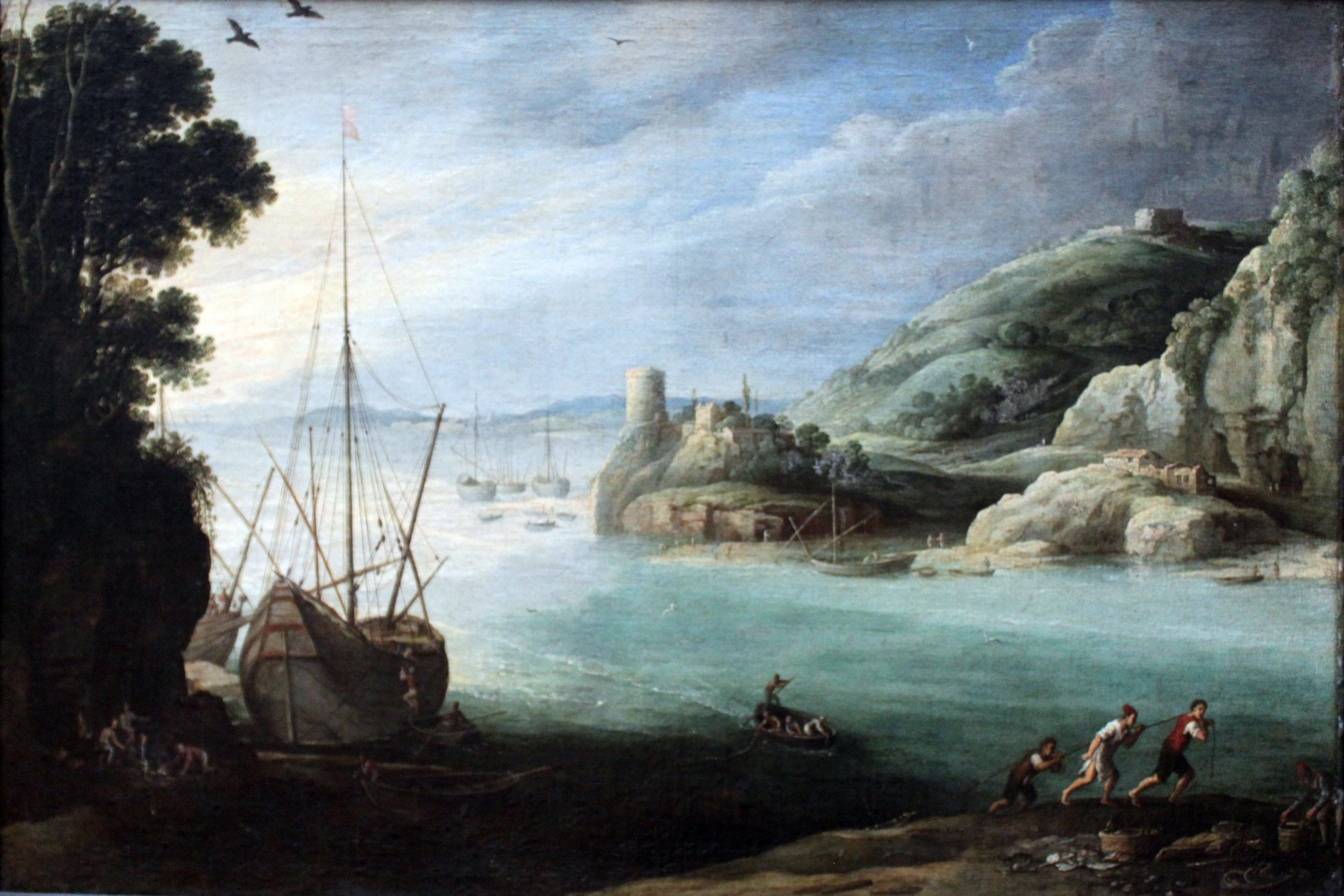
«Порт і гори біля моря», 1620, Берлін